# Волкова Катерина Валеріївна
Катерина Валеріївна Волкова (нар. 15 січня 1982 року, Таллінн, Естонія, СРСР) — російська акторка, відома насамперед за роллю Віри в телесеріалі «Вороніни». Внесена в базу «Миротворця».

## Біографія
У 2003 році Катерина закінчила ВТУ ім. Щепкіна і була прийнята в трупу Державного театру кіноактора.
У 2005 році була вперше взята на невелику роль у документальному серіалі «Кулагін та партнери». З 2006 року Катерина починає активно зніматися у відомих серіалах: «Люба, діти і завод», «Хто в домі господар?», «Монтекрісто». У 2006 році закінчила Академію бюджету та казначейства Міністерства фінансів РФ.
У 2009 році Катерину запрошують на одну з головних ролей в адаптації американського ситкому «Вороніни». Героїня Віра Вороніна завоювала любов не тільки в Росії, але і в країнах СНД. З 2010 року Катерина знімається одночасно і в «Вороніних», і в менш популярному серіалі «Відблиски».

## Громадська діяльність
Неоднозначно висловилась про війну Росії проти України, заявивши, що «хоче миру» на своїй сторінці в Інстаграмі.

## Приватне життя
9 квітня 2010 року вийшла заміж за танцюриста, учасника «Танців з зірками» Андрія Карпова. 16 березня 2011 року у них народилася дочка Ліза.

## Театр
1. «Рівно в сім» (реж. Н. Бендера) — Елен Ларсон
2. «Клаптики по закуточках» (реж. Л. Муха) — Лисиця
3. «Лускунчик і Мишачий Король» (реж. А. Яббаров) — Мишачий король
4. «Бродвей … Бродвей …» («Все про Єву») (реж. А. Яббаров) — Єва
5. «Міра за міру» (реж. І. Яцко) — Дівчина
6. «Бідний П'єро» (реж. В. Виноградов)
7. «Собака на сіні» — Анарда
8. «Божевільний день або одруження Фігаро» (реж. Е. Радомисленський) — Пастушка
9. «Дурненька» (реж. Е. Радомисленський) — Клара
10. «Свої собаки гризуться, чужа не приставай» — Антригіна
11. «Ідеальний чоловік» — місіс Чівлі
12. «Севільський цирульник» — Разіна
13. «Там, далеко» — Ольга
14. «Валентин і Валентина» — Валентина
15. «Брехня на довгих ногах» — Ольга, Кармелу
16. «Земля обітована» — Гертруда Марш, Дореті

## Фільмографія
1. 2005 — Кулагін та партнери — Марта
2. 2005 — Люба, діти і завод — Надя, молодша сестра Люби
3. 2006 — Капітанські діти — Олена
4. 2006 — Хто в домі господар? — Маша
5. 2006 — Любов як любов — банкірша
6. 2006 — Я залишаюся — Лариса
7. 2007 — Агентство «Алібі» — Олена
8. 2007 — Жіночі історії — Вероніка
9. 2007 — Зрозуміти. Пробачити — невістка
10. 2008 — Монтекрісто — Маріанна
11. 2008 — Новорічна засідка — майор Ковальова
12. 2008 — Вирок — Катька
13. 2008 — Людина в чорному (фільм) — Ельвіра
14. 2008 — Шалений янгол — Віка
15. 2009 — Люди Шпака — Хомячкова
16. 2009 — 2018 — Вороніни — Віра Вороніна
17. 2010 — Відблиски — Лариса